# Stanisław Ścibor-Kotkowski
Stanisław Ścibor-Kotkowskiherbu Ostoja (zm. przed 13 marca 1776) – sędzia ziemski krakowski w 1765 roku, stolnik krakowski w latach 1764–1765, miecznik krakowski w latach 1756‒1764.
Był posłem na sejm koronacyjny 1764 roku z województwa krakowskiego. Poseł województwa krakowskiego na Sejm Czaplica 1766 roku.